# 15945 Реймондавид
15945 Реймондавид (15945 Raymondavid) — астероїд головного поясу, відкритий 8 січня 1998 року.
Тіссеранів параметр щодо Юпітера — 3,187.